# Khoảng cao đều
Khoảng cao đều là hằng số dùng để biểu thị chênh lệch độ cao giữa hai đường đồng mức trong bản đồ địa hình.
Bản đồ địa hình tỷ lệ càng lớn (thậm chí đến tỷ lệ 1/100 cho các công tác thiết kế đặc biệt)thì khoảng cao đều càng nhỏ (đến 0.1 hay 0.25m)
Việc lựa chọn khoảng cao đều phụ thuộc vào loại bản đồ, tỷ lệ bản đồ, độ dốc của địa hình, mức độ chi tiết cũng như độ chính xác thể hiện độ cao trên bản đồ.
Để thể hiện những khoảng cao đều nhỏ, đòi hỏi công tác đo đạc cần thực hiện chính xác bằng các máy đo chính xác như máy toàn đạc, máy thủy chuẩn và đo vẽ mô hình lập thể.